# Manzul Akhmedov
 (février 2023).
La mise en forme du texte ne suit pas les recommandations de Wikipédia : il faut le « wikifier ».
Les points d'amélioration suivants sont les cas les plus fréquents. Le détail des points à revoir est peut-être précisé sur la page de discussion.
- Les titres sont pré-formatés par le logiciel. Ils ne sont ni en capitales, ni en gras.
- Le texte ne doit pas être écrit en capitales (les noms de famille non plus), ni en gras, ni en italique, ni en « petit »…
- Le gras n'est utilisé que pour surligner le titre de l'article dans l'introduction, une seule fois.
- L'italique est rarement utilisé : mots en langue étrangère, titres d'œuvres, noms de bateaux, etc.
- Les citations ne sont pas en italique mais en corps de texte normal. Elles sont entourées par des guillemets français : « et ».
- Les listes à puces sont à éviter, des paragraphes rédigés étant largement préférés. Les tableaux sont à réserver à la présentation de données structurées (résultats, etc.).
- Les appels de note de bas de page (petits chiffres en exposant, introduits par l'outil «  Source ») sont à placer entre la fin de phrase et le point final[comme ça].
- Les liens internes (vers d'autres articles de Wikipédia) sont à choisir avec parcimonie. Créez des liens vers des articles approfondissant le sujet. Les termes génériques sans rapport avec le sujet sont à éviter, ainsi que les répétitions de liens vers un même terme.
- Les liens externes sont à placer uniquement dans une section « Liens externes », à la fin de l'article. Ces liens sont à choisir avec parcimonie suivant les règles définies. Si un lien sert de source à l'article, son insertion dans le texte est à faire par les notes de bas de page.
- La présentation des références doit suivre les conventions bibliographiques. Il est recommandé d'utiliser les modèles {{Ouvrage}}, {{Chapitre}}, {{Article}}, {{Lien web}} et/ou {{Bibliographie}}. Le mode d'édition visuel peut mettre en forme automatiquement les références.
- Insérer une infobox (cadre d'informations à droite) n'est pas obligatoire pour parachever la mise en page.

Pour une aide détaillée, merci de consulter Aide:Wikification.
Si vous pensez que ces points ont été résolus, vous pouvez retirer ce bandeau et améliorer la mise en forme d'un autre article.
Manzul Akhmedov, né le 16 juin 1994 à Almaty, est un animateur de télévision, mannequin, acteur et athlète professionnel de callisthénie belge.
Engagé à partir de 2013 dans le développement de ce sport, notamment avec son groupe sportif Wolf's-Bar, pionnier du Street Workout en Belgique², il a ouvert son propre salon sportif avec son frère Malik Akhmedov dans le quartier européen, à Bruxelles.

## Biographie

### Situation personnelle
Né au Kazakhstan de parents originaires du Caucase, Manzul Akhmedov a deux frères cadets, Malik et Ridvan Akhmedov, qui sont également sportifs professionnels. En 1999, sa famille et lui quittent son pays natal pour s'installer en Belgique. En raison de leur milieu familial, le sport occupe précocement une place importante dans la vie quotidienne de la fratrie.

### Carrière d'athlète professionnel
À partir de 2013, Manzul Akhmedov pratique la callisthénie, discipline qui met l'accent sur l'entraînement exclusif à l'aide du poids du corps. Il prend part à plusieurs programmes télévisés avec son groupe Wolf's Bar.
En 2016, il termine demi-finaliste à l'émission belge Belgium's Got Talent. En 2017, il est invité à l'émission française La France a un incroyable talent où il remporte la demi-finale.

En novembre 2018, il est invité dans l'émission italienne Tú sí que vales où il est demi-finaliste.
En juillet 2018, il participe à l'émission française Ninja Warrior avec son frère Malik Akhmedov et en août 2018, ils sont invités avec le groupe Wolf's Bar dans Touche pas à mon poste !.
En 2020, au cours du confinement organisé en réponse à la pandémie de Covid-19, Manzul Akhmedov et ses frères décident de poursuivre leurs activités par le biais des réseaux sociaux en lançant sur Instagram des diffusions en direct dans lesquelles les participants entreprennent des séances de sport depuis leur domicile. Dans ce contexte, ils sont approchés par un producteur de la RTBF qui leur propose de lancer leur propre émission de télévision sportive. Intitulée Bouge à la maison, elle est diffusée à partir du 13 avril 2020 sur La Deux. D'une durée d'une demi-heure et composée de divers exercices, elle a pour but de permettre aux téléspectateurs de pratiquer une activité physique depuis leur domicile.
En juillet 2020, Manzul Akhmedov et ses frères sont invités avec le groupe Wolf's Bar dans l'émission française Vendredi tout est permis avec Arthur.
En juin 2021, à la suite des audiences de leur émission Bouge à la maison, ils organisent un grand évènement extérieur gratuit qui est accessible à tout type de niveau et ainsi permettre de développer la multiculturalité à Bruxelles ce qui est pour eux le plus important.et ainsi permettre de développer la multiculturalité à Bruxelles ce qui est pour eux le plus important.[réf. nécessaire]
Le 9 septembre 2021, Manzul et Malik Akhmedov ouvrent un salon sportif à Bruxelles dans le quartier européen, qui propose différents cours tels que des coachings privés ou collectifs, ces derniers étant répartis en HIIT, abdo fessiers et de force.

## Performances physiques

### Shows télévisés
| Pays     | Nom de l'émission                     | Chaîne   | Diffusion        |
| -------- | ------------------------------------- | -------- | ---------------- |
| Belgique | Café Corsari                          | EEN      | 18 mai 2015      |
| Belgique | Belgium's Got Talent                  | VTM      | 21 novembre 2016 |
| Pays-Bas | Circus Gerschtanowitz                 | SBS 6    | 12 novembre 2017 |
| France   | La France a un incroyable talent      | M6       | 7 décembre 2017  |
| Belgique | De quoi je me mêle                    | RTL TVI  | 1er avril 2017   |
| Italie   | Tu Si Que Vales                       | Canale 5 | 18 novembre 2018 |
| France   | Ninja Warrior : Le Parcours des héros | TF1      | Juillet 2018     |
| France   | TPMP                                  | C8       | 18 aout 2018     |
| Belgique | Bouge à la maison                     | RTBF     | 13 avril 2020    |
| France   | Vendredi tout est permis avec Arthur  | TF1      | 10 juillet 2020  |

### Représentations mondiales
- 2023 Les Traîtres - RTL-TVI
- 2020 Bouge à la maison - Bruxelles - RTBF
- 2020 Vendredi tout est permis avec Arthur - Paris - TF1
- 2019 TPMP - Paris - C8
- 2019 Tú sí que vales - Rome - Canale 5
- 2018 Skybar- Beyrouth[6].
- 2018 La France a un incroyable talent - Paris - M6
- 2017 De quoi je me mêle -  Bruxelles - RTL-TVI[7].
- 2017 Ninja Warrior France - Paris - TF1
- 2017 BMW - World Avant-Premiere -   Anvers[8]
- 2016 Nordic Street Workout Championship - Helsinki

## Distinctions
En février 2017, Manzul remporte les Mérites Sportifs avec le Prix du Jury pour son engagement dans le développement du sport de manière générale et du Street Workout à la suite de ses initiatives concernant la création de parcs de fitness en plein air.